# Casa del 6 del Carrer dels Teixidors
La Casa del 6 del Carrer dels Teixidors és un edifici medieval de la vila de Vilafranca de Conflent, de la comarca d'aquest nom, a la Catalunya del Nord.
Com el seu nom indica, és en el número 6 del carrer dels Teixidors, en el sector nord de la vila. Li correspon la parcel·la cadastral 34.
La casa, del segle xiv, és construït amb còdols. Conserva a la façana principal restes de dos antics arcs de punt rodó, molt tapats pels arrebossats moderns.